# Apiary
Apiary az Amerikai Egyesült Államok északnyugati részén, Oregon állam Columbia megyéjében elhelyezkedő önkormányzat nélküli település.
Az 1889. augusztus 28-a és 1924. március 24-e között működő postát David M. Dorsey alapította.

## Oktatás
A település két tantermes általános iskolája az Apiaryi Tankerület fennhatósága alá tartozott; a középiskolás diákokat a Rainier Union Tankerület fogadta. Az 1960-as években a térség egyintézményes tankerületeit összevonták, majd a következő 15 évben az alacsony lélekszámú települések intézményeit bezárták. Az egykori iskola a Clatskanie folyó északi ága mentén található.

## Közlekedés
Az Észak-Oregonból a washingtoni Longview-ba tartó faipari termékeket az OR-47 és a US-30 között húzódó Apiary Roadon szállítják.

## Fordítás
- Ez a szócikk részben vagy egészben  az   Apiary, Oregon című angol Wikipédia-szócikk ezen változatának fordításán alapul.  Az eredeti cikk szerkesztőit annak laptörténete sorolja fel. Ez a jelzés csupán a megfogalmazás eredetét és a szerzői jogokat jelzi, nem szolgál a cikkben szereplő információk forrásmegjelöléseként.